# Lennart Mattsson (chefredaktör)
Lennart Mattsson, född 1955 i Röjan i Bergs kommun, Jämtland, är en svensk journalist. 
Lennart Mattsson  i Svenstavik, Jämtland. Mattsson var under åren 2004 - 2015 chefredaktör samt ansvarig utgivare för Länstidningen i Östersund samt ansvarig utgivare för Tidningen Härjedalen som utges i Sveg, Härjedalen. Började som journalist vid Länstidningen 1980, då som lokalredaktör i Bergs kommun. Därefter åren 1999 - 2004 nyhetschef.